# Mailberg (Herrschaft)

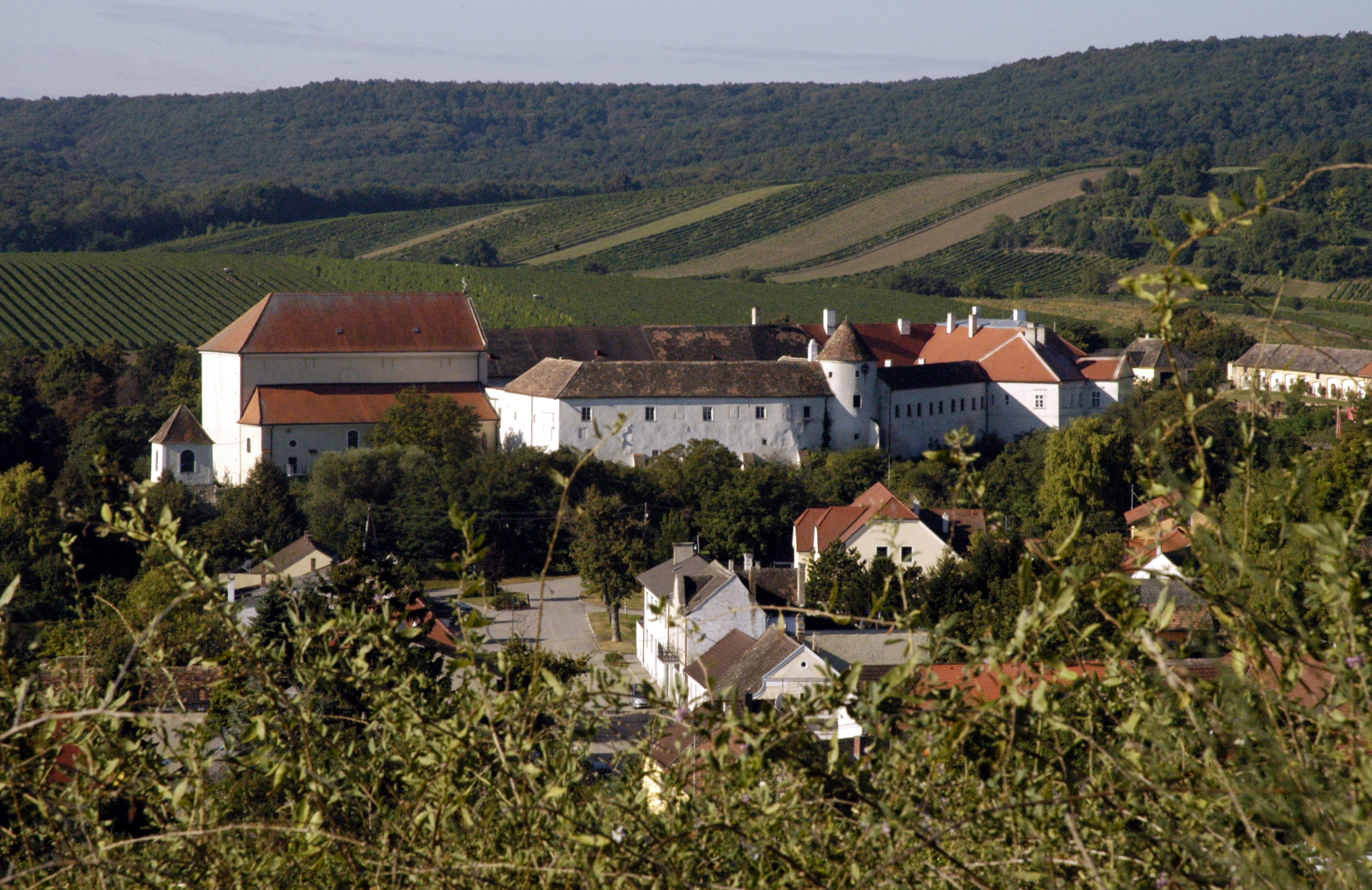
Schloss Mailberg, Sitz der Verwaltung (2011)

Die Herrschaft Mailberg war eine Grundherrschaft im Viertel unter dem Manhartsberg im Erzherzogtum Österreich unter der Enns, dem heutigen Niederösterreich.

## Ausdehnung
Die Herrschaft umfasste zuletzt die Ortsobrigkeit über Mailberg, Diepolz und Hanfthal. Der Sitz der Verwaltung befand sich im Schloss Mailberg.

## Geschichte
Letzter Inhaber der Herrschaft war Friedrich Graf von Schönborn (1781–1849), der die Herrschaft im Wege der Reformen 1848/1849 auflöste.